# Bhagat Singh

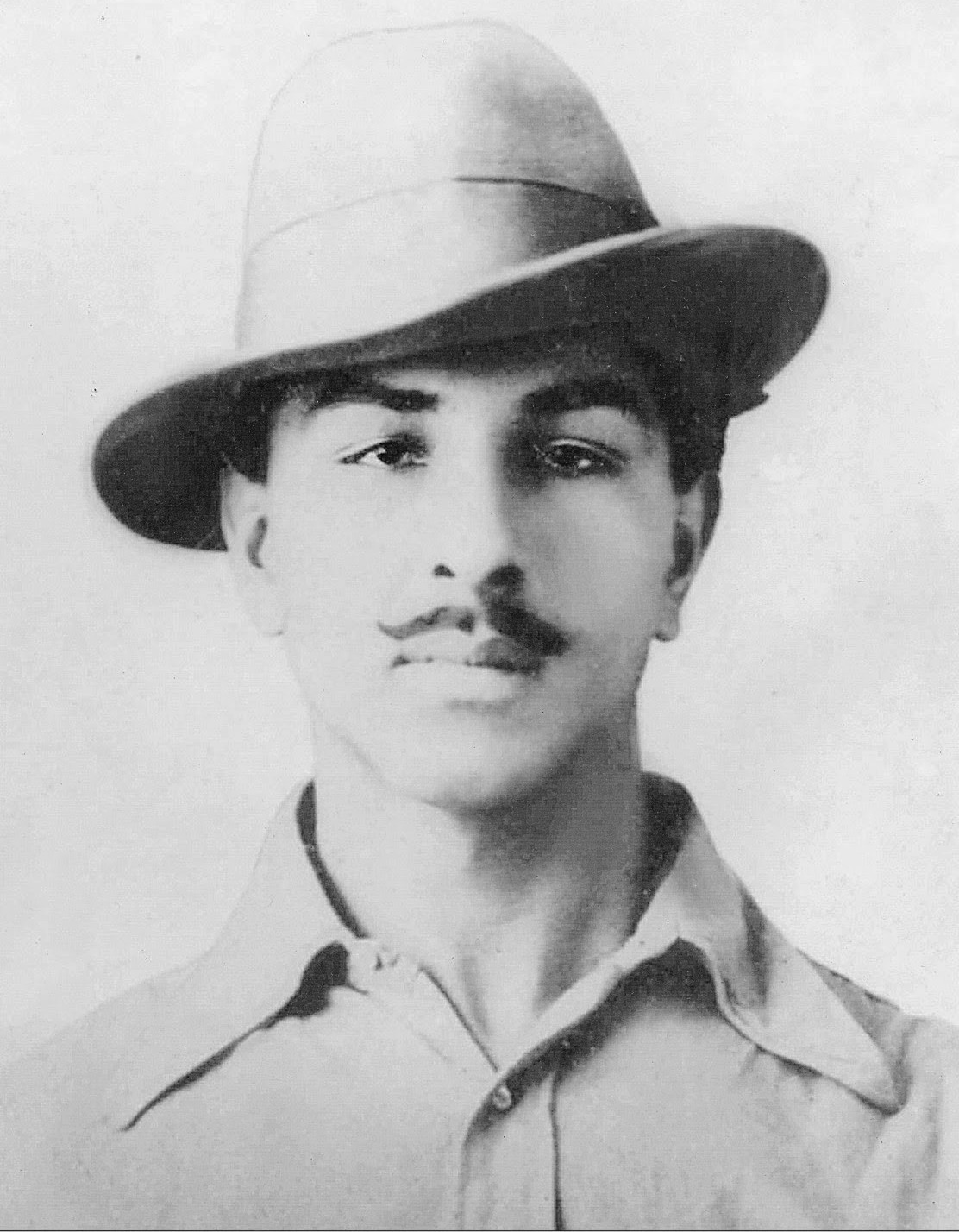
Bhagat Singh, 1929

Bhagat Singh (Panjabi: ਭਗਤ ਸਿੰਘ; * 28. September 1907 in einem Dorf im Distrikt Lyallpur, Punjab; † 23. März 1931 in Lahore) war ein indischer Revolutionär im antibritischen Unabhängigkeitskampf. Er gründete mit Yogendra Shukla und Chandrashekhar Azad die HSRA (Hindustan Socialist Republican Association), eine der ersten sozialistischen Organisationen in Indien, die stark von der bolschewistischen Oktoberrevolution inspiriert wurde. Bhagat Singh wurde in die Religionsgemeinschaft der Sikh geboren, bezeichnete sich aber später in seinen Schriften als Atheisten.
Wegen der Ermordung eines britischen Polizisten wurde Bhagat zum Tode durch den Strang verurteilt und zusammen mit seinen Mitstreitern Shivaram Rajguru und Sukhdev Thapar hingerichtet. Er gilt in Nordindien als Märtyrer (Shahid); sein Tod löste Krawalle im ganzen Punjab aus.
Umstritten ist die Frage, ob Mahatma Gandhi die Möglichkeit hatte, Bhagat Singh und manche seiner Mithäftlinge zu befreien, dies aber unterließ, da Bhagat Singh ein gewaltbereiter Revolutionär war und somit gegen Gandhis Prinzip des gewaltlosen Widerstandes verstieß. Dies löste besonders in den 1980er Jahren große Empörung bei den Sikhs aus und führte dazu, dass heute noch einige Sikhs Gandhi als Nationalheld Indiens nicht anerkennen.

## Würdigung
Am 15. August 2008 wurde im indischen Parlament eine Bronzestatue Singhs errichtet, die neben den Statuen von Indira Gandhi und Subhash Chandra Bose steht.